# ديميتار بتروف
ديميتار بتروف (بالبلغارية: Димитър Петров)‏ هو مخرج بلغاري، ولد في 22 أكتوبر 1924 في بلاغويفغراد في بلغاريا، وتوفي في 16 أكتوبر 2018.

## وصلات خارجية
- ديميتار بتروف على موقع IMDb (الإنجليزية)
- ديميتار بتروف على موقع أول موفي (الإنجليزية)
- ديميتار بتروف على موقع قاعدة بيانات الأفلام السويدية (السويدية)
- ديميتار بتروف على موقع قاعدة بيانات الفيلم (الإنجليزية)
- ديميتار بتروف على موقع كينوبويسك (الروسية)